# Championnat du monde junior de hockey sur glace 1990
Navigation
Édition précédente Édition suivante
Le championnat du monde junior de hockey sur glace  a eu lieu à Helsinki en Finlande du 26 décembre 1989 au 4 janvier 1990.
Il s'est déroulé en formule round-robin, les trois premières équipes du classement remportant respectivement les médailles d'or, d'argent et de bronze.

## Classement final
|   | PAYS             | PJ | V | D | N | BP | BC | PTS |
| - | ---------------- | -- | - | - | - | -- | -- | --- |
|   | Canada           | 7  | 5 | 1 | 1 | 36 | 18 | 11  |
|   | Union soviétique | 7  | 5 | 1 | 1 | 50 | 23 | 11  |
|   | Tchécoslovaquie  | 7  | 5 | 2 | 0 | 51 | 17 | 10  |
| 4 | Finlande         | 7  | 4 | 2 | 1 | 32 | 21 | 9   |
| 5 | Suède            | 7  | 4 | 2 | 1 | 38 | 29 | 9   |
| 6 | Norvège          | 7  | 2 | 5 | 0 | 25 | 51 | 4   |
| 7 | États-Unis       | 7  | 1 | 6 | 0 | 22 | 37 | 2   |
| 8 | Pologne          | 7  | 0 | 7 | 0 | 7  | 65 | 0   |

La Pologne est reléguée dans la poule B pour le championnat du monde junior de hockey sur glace 1991.

## Résultats
| 26 décembre 1989 | Canada | 3-2 | États-Unis |  |

| 26 décembre 1989 | Union soviétique | 11-0 | Pologne |  |

| 26 décembre 1989 | Suède | 4-3 | Norvège |  |

| 26 décembre 1989 | Tchécoslovaquie | 7-1 | Finlande |  |

| 27 décembre 1989 | Union soviétique | 12-2 | Norvège |  |

| 27 décembre 1989 | Tchécoslovaquie | 7-1 | États-Unis |  |

| 28 décembre 1989 | Canada | 12-0 | Pologne |  |

| 28 décembre 1989 | Finlande | 5-2 | Suède |  |

| 29 décembre 1989 | Canada | 6-3 | Norvège |  |

| 29 décembre 1989 | Union soviétique | 3-2 | Finlande |  |

| 29 décembre 1989 | Tchécoslovaquie | 11-1 | Pologne |  |

| 29 décembre 1989 | Suède | 6-5 | États-Unis |  |

| 30 décembre 1989 | Tchécoslovaquie | 13-2 | Norvège |  |

| 30 décembre 1989 | Union soviétique | 7-3 | États-Unis |  |

| 31 décembre 1989 | Canada | 3-3 | Finlande |  |

| 31 décembre 1989 | Suède | 14-0 | Pologne |  |

| 1er janvier 1990 | Canada | 6-4 | Union soviétique |  |

| 1er janvier 1990 | Tchécoslovaquie | 7-2 | Suède |  |

| 1er janvier 1990 | Finlande | 8-2 | Norvège |  |

| 1er janvier 1990 | États-Unis | 3-2 | Pologne |  |

| 2 janvier 1990 | Union soviétique | 8-5 | Tchécoslovaquie |  |

| 2 janvier 1990 | Norvège | 3-5 | États-Unis |  |

| 3 janvier 1990 | Suède | 5-4 | Canada |  |

| 3 janvier 1990 | Finlande | 7-1 | Pologne |  |

| 4 janvier 1990 | Canada | 2-1 | Tchécoslovaquie |  |

| 4 janvier 1990 | Union soviétique | 5-5 | Suède |  |

| 4 janvier 1990 | Norvège | 7-3 | Pologne |  |

| 4 janvier 1990 | Finlande | 6-3 | États-Unis |  |

## Meilleurs pointeurs
| Nom             | PJ | B  | A  | PTS |
| --------------- | -- | -- | -- | --- |
| Robert Reichel  |    | 10 | 11 | 21  |
| Jaromir Jagr    |    | 5  | 13 | 18  |
| David Chyzowski |    | 9  | 4  | 13  |
| Patric Englund  |    | 9  | 2  | 11  |
| Bobby Holik     |    | 6  | 5  | 11  |

## Équipe d'étoiles
- Gardien de but :  Stephane Fiset
- Défenseur :  Oleksandr Hodyniouk,  Jiří Šlégr
- Attaquant :  Dave Chyzowski,  Jaromír Jágr,  Robert Reichel

## Source de traduction
- (en) Cet article est partiellement ou en totalité issu de l’article de Wikipédia en anglais intitulé « 1990 World Junior Ice Hockey Championships » (voir la liste des auteurs).